# یواس‌اس کاکاتو (ای‌ام‌سی-۸)
یواس‌اس کاکاتو (ای‌ام‌سی-۸) (به انگلیسی: USS Cockatoo (AMc-8)) یک کشتی بود که طول آن ۸۸ فوت (۲۷ متر) بود. این کشتی در سال ۱۹۳۶ ساخته شد.